# Huangjiakou (köpinghuvudort i Kina, Hubei Sheng, lat 30,07, long 113,55)
Huangjiakou (kinesiska: 黄家口, 黄家口镇) är en köpinghuvudort i Kina. Den ligger i provinsen Hubei, i den centrala delen av landet, omkring 91 kilometer sydväst om provinshuvudstaden Wuhan. Antalet invånare är 33 468. Befolkningen består av 15 811 kvinnor och 17 657 män. Barn under 15 år utgör 12,0 %, vuxna 15-64 år 77 %, och äldre över 65 år 10,0 %.
Runt Huangjiakou är det tätbefolkat, med 356 invånare per kvadratkilometer. Närmaste större samhälle är Wanquan, 16,4 km väster om Huangjiakou. Trakten runt Huangjiakou består till största delen av jordbruksmark.
Genomsnittlig årsnederbörd är 1 638 millimeter. Den regnigaste månaden är maj, med i genomsnitt 242 mm nederbörd, och den torraste är december, med 28 mm nederbörd.